# Tussock

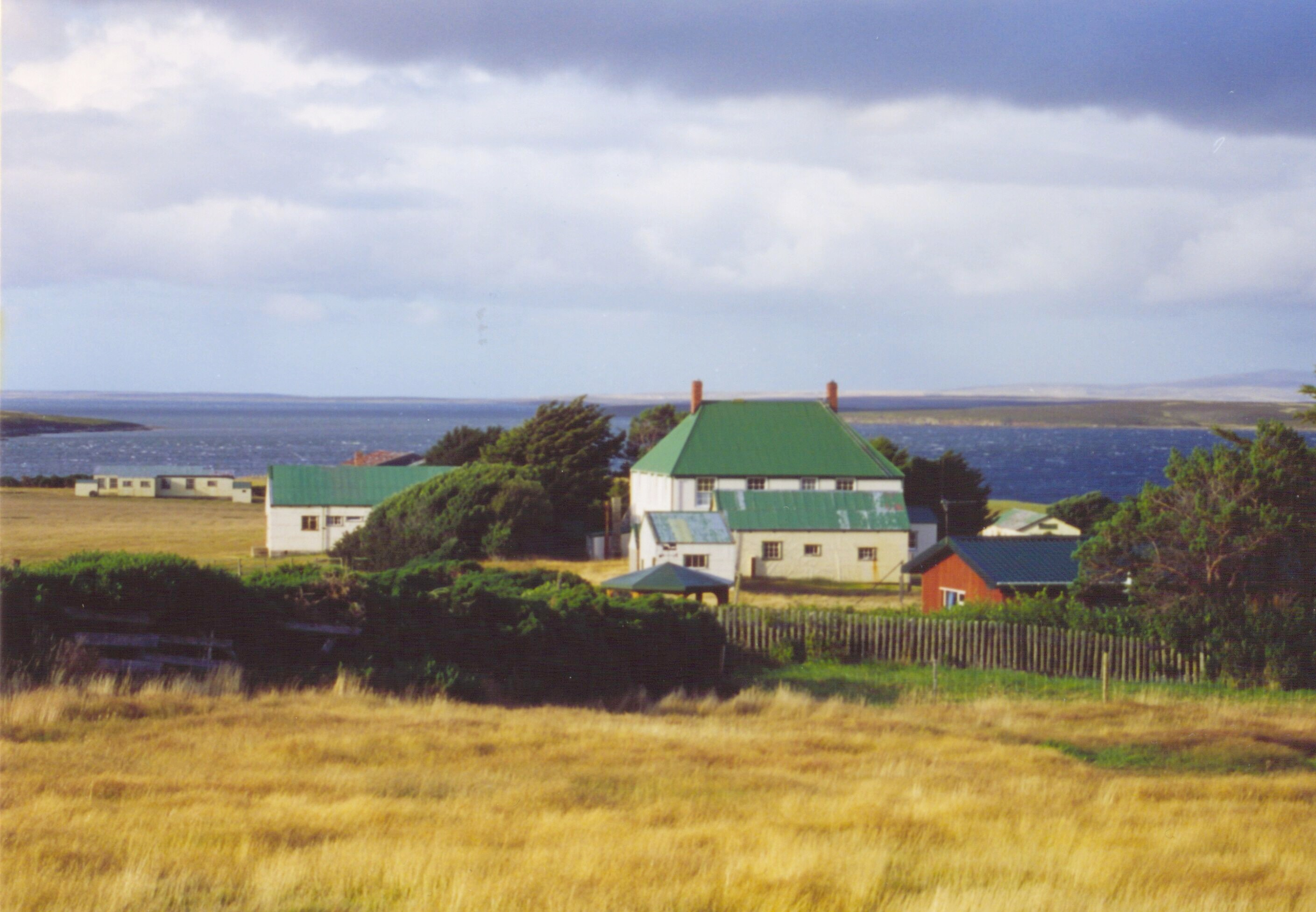
"Prat" de Tussock a l'illa Soledad de les illes Malvines.

Tussock és el nom que reben les formacions vegetals caracteritzades pel predomini de gramínies coriàcies amb alçades que es troben entre un metre i dos metres. Les formacions de Tussock es desenvolupen principalment en les zones fredes de l'Hemisferi Sud sobre sòls podsòlics o sobre sòls pobres en matèria orgànica i en climes on sovint el vent bufa fort, per aquest motiu les mates són típicament arrodonides.

Moltes de les espècies que formen Tussock tenen arrels llargues que poden arribar a 2 metres o més de fondària dins el sòl, cosa que fa que ajudin a l'estabilització dels pendents, el control de l'erosió i la porositat del sòl. A més les seves arrels poden arribar a la humitat més ràpidament que altres formacions vegetals.
Segons el tipus de sòl i la humitat es presenten Tussocks secs i Tussocks humits. Els Tussocks humits són densos, amb poc espai entre les plantes, mentre que els Tussocks secs presenten formacions d'estepa amb força espai entre les mates.

## Exemples de gèneres que formen Tussock
- Brachypodium
- Calamagrostis
- Chionochloa
- Deschampsia
- Festuca
- Heteropogon - (de climes tropicals)
- Leymus
- Melica
- Muhlenbergia
- Nassella
- Stipa

Exemples de Tussocks humits són al nord de l'Terra del Foc, les Illes Malvines, altres illes subàrtiques com les Kerguelen –on hi ha l'anomenat Plateau du Tussock (Planura del Tussock)– a les Antilles del Sud com ocorre en certes zones de les illes Geòrgies del Sud i en el sud-est de l'illa Sud de Nova Zelanda a la Planura de Canterbury, on predomina l'espècie Poa flabellata, com més meridional és la distribució del Tussock més s'assembla a la tundra.

El Tussock sec és característic de la regió de Comahue i la Patagònia Oriental on predominen la Festuca gracillima i d'altres del mateix gènere, Mulinum spinosum, espècies de Verbena i espècies de Larrea.

## A Austràlia
- Nassella trichotoma, és una espècie invasora provinent d'Amèrica del Sud

## A Nova Zelanda
- Chionochloa australis
- Poa colensoi
- Poa caespitosa
- Festuca novaezelandiae
- Chionochloa flavescens
- Chionochloa rubra

## A Europa
- Ampelodesmos mauritanica